# Suprema Corte da Albânia
A Suprema Corte da Albânia (em albanês: Gjykata e Lartë e Republikës së Shqipërisë) é a mais alta instância do Poder Judiciário do país, atuando como corte de última apelação no sistema judiciário da Albânia. É composta por dezessete juízes: o presidente da Suprema Corte da Albânia e dezesseis membros.
Sediada em Tirana, a Suprema Corte exerce a função de reavaliar decisões proferidas por tribunais inferiores, mediante apelação de uma das partes. A análise limita-se a questões de direito, sem reexame dos fatos, garantindo por meio de sua jurisprudência a uniformidade na aplicação das leis e a coerência da prática judicial em todo o território nacional.

## Composição
A Suprema Corte da Albânia é composta por 17 membros. Os juízes são selecionados entre magistrados com mais de dez anos de exercício ou entre juristas de destaque com, no mínimo, quinze anos de atividade profissional. A nomeação dos membros é feita pelo Presidente da República, com o consentimento do Parlamento. O mandato é único, com duração de nove anos, sem possibilidade de recondução.
A composição da Suprema Corte da Albânia, em 2021, incluía os seguintes membros:
- Sokol Sadushi (Presidente do Supremo Tribunal)
- Ilir Panda
- Ervin Pupe
- Sokol Binaj
- Albana Boksi
- Sandër Simoni
- Klodian Kurushi
- Artur Kalaja
- Asim Vokshi